# Мария Васильевна (дочь Василия I Дмитриевича)
Мария Васильевна Патрикеева (XV век) — гипотетическая дочь великого князя московского Василия I Дмитриевича, которая, по версии А. В. Экземплярского, была в 1418 году выдана замуж за московского боярина князя Юрия Патрикеевича. В настоящее время её существование подвергается сомнению: по мнению историка В. А. Кучкина, женой Юрия Патрикеева была Анна Дмитриевна, сестра Василия I.

## История гипотезы
Согласно гипотезе историка XIX века А. В. Экземплярского, в 1418 году московский боярин князь Юрий Патрикеевич женился на дочери великого князя московского Василия I Дмитриевича по имени Мария. Ссылаясь на Воскресенскую летопись, содержащую родословные, исследователь указал, что имя княжны известно только по родословным.
В XXI веке историк В. А. Кучкин подверг сомнению версию о существовании Марии. Исследователь отметил, что в тексте Воскресенской летописи, на которую ссылался Экземплярский, приводится только перечень детей Юрия Патрикеевича, названного зятем великого князя, в то время как имя жены отсутствует. Кучкин указывает, что ни в летописях, ни в актах, ни в ранних родословных записях не подтверждается наличие у великого князя Василия I Дмитриевича дочери по имени Мария. Кроме того, в ряде источников женой Юрия Патрикеевича названа княгиня Анна, которая не могла быть дочерью Василия I: у того действительно была дочь, Анна Васильевна, однако она была выдана замуж за византийского императора Иоанна VIII Палеолога и умерла в Константинополе в августе 1417 года от чумы. По мнению Кучкина, женой боярина была Анна Дмитриевна, сестра Василия I. 